# Мойябана
Мойябана (англ. Moiyabana) — деревня в восточной части Ботсваны, на территории Центрального округа страны.

## Общая информация
Деревня расположена в центральной части округа, примерно в 50 км к юго-западу от города Серове. В Мойябана имеются начальная и средняя школы.

## Население
По данным переписи 2001 года население деревни составляет 2619 человек.
Динамика численности населения деревни по годам:
| 2001 | 2013 |
| ---- | ---- |
| 2619 | 3330 |